# حارة فوق البير (صنعاء)
حارة فوق البير هي إحدى حارات حي بيت بوس بضواحي الأمانة مديرية سنحان وبني بهلول، بلغ تعداد سكانها 724 نسمة حسب تعداد اليمن لعام 2004.